# 小滝炭鉱
小滝炭鉱（こたきたんこう）とは、新潟県糸魚川市小滝地区赤禿山一帯に存在した炭鉱。炭層は、姫川に沿って小滝上流の平岩地区周辺にまで延びており、山之坊炭鉱（やまのうぼうたんこう）という名でも開発が進められた。

## 概要
1887年小滝村赤禿山にて炭鉱開発が始まる。石炭層は、ジュラ紀に形成され褶曲により非常に複雑な地質構造をしていることから、採算ベースには乗せづらい小規模な炭鉱であった。
幾度か経営母体が変わった後、第二次世界大戦の前後に小滝炭鉱株式会社が炭鉱を掌握。1948年には、500トン弱の産出量を記録している。1950年には品質の良さことが認められ、製鉄用原料炭となりうるという点から、米国対日援助見返資金の貸付対象となり2,500万円が投資されたが掘削は難航を極め、その後、閉山に追い込まれている。